# 諾德和克 (開普敦)
诺德霍克（Noordhoek）是南非西開普省的一个海滨小镇，位于開普半島西海岸查普曼峰附近，距开普敦南部约35公里。 諾德和克这个名字來自荷兰语，字面意思是“北角”。1743年時，由于它當時是位於斯朗科普农场的北角，所以起了这个名字。诺德胡克現今依舊是一個农村，农民在當時种植蔬菜，並將其提供給停靠在西蒙镇的船只。當地有海岸線以及长而宽的沙滩，在这个海滩的南端，有一艘名叫"卡卡波 "号的蒸汽船的残骸，该船在1900年搁浅，当时船长将查普曼峰误认为是好望角。 